# Добрешть (Долж)
Добрешть, Добрешті (рум. Dobrești) — село у повіті Долж в Румунії. Входить до складу комуни Добрешть.
Село розташоване на відстані 178 км на захід від Бухареста, 40 км на південь від Крайови.

## Населення
За даними перепису населення 2002 року у селі проживали 463 особи, усі — румуни. Усі жителі села рідною мовою назвали румунську.